# 胡宗瀛
胡宗瀛（1877年—20世纪？），字宇宣，一作玉轩，号蓬飒，安徽人，清朝及中华民国政治人物。

## 生平
1896年作为首批十三位中国留日学生留学日本，从东京高等师范学校毕业后，考入日本东京高等农学校，学习农学。回国后任京师大学堂东文教习。光緒三十一年（1905年），他被清朝前驻日公使李盛铎送考，获游學畢業進士，任农工商部候补主事。1908年他曾任鸭绿江采木公司理事长。1908年，吉林省农事试验场成立，劝业道首科佥事胡宗瀛任首任监督。
1912年12月18日，北京政府农林部派山林司司长胡宗瀛在吉林省筹设东三省林务局。1918年，在吉林林业局长任内，他因林业、矿产作抵押向日本借款一事而受到学生抨击。
后来他曾在满洲国财政部任秘书科科长，著有《满洲国公文程式讲义》，后任满洲国的矿山公司理事。

## 著作
- [日]小林丑三郎，欧洲财政史，胡宗瀛译，商务印书馆，1902年
- 冯訚模，胡宗瀛撰，陈侍御变通学堂毕业奖励出身折补正，铅印本
- 胡宗瀛，考察日本林政报告书（八章附录一卷），农商部吉林林务局，1907年